# Agencia de Seguridad del Estado de la República de Bielorrusia
La Agencia de Seguridad del Estado de la República de Bielorrusia (en bielorruso: Камітэт дзяржаўнай бяспекі, Kamitet dziaržaŭnaj biaspieki; en ruso: Комитет государственной безопасности, Komitet gosudárstvennoy bezopásnosti), más conocido por sus siglas en ruso KGB (en bielorruso: КДБ, KDB; en ruso: КГБ, KGB), es la agencia de seguridad e inteligencia de ese país. Es la única agencia de inteligencia de Bielorrusia que mantiene el nombre KGB luego de la disolución de la Unión Soviética y la caída de la RSS de Bielorrusia. A la vez se denomina como sucesora directa del KGB soviético.

## Estructura y funcionamiento
Las tareas del KGB bielorruso son, entre otras, el contraespionaje militar, protección de personal clave del gobierno, etc.[cita requerida]
El general principal Vadim Záitsev fue nombrado director de la agencia en julio de 2008. Su tiempo en el cargo duró hasta noviembre de 2012 cuando fue reemplazado por Valery Vakúlchik. Este fue sustituido en septiembre de 2020 por Iván Tertel. El KGB bielorruso está controlado formalmente por el presidente, Aleksandr Lukashenko.

## Sanciones internacionales
El 2 de octubre de 2020, el Consejo de la Unión Europea incluyó al ex director de KGB, Valery Vakúlchik, y otros líderes de la agencia en la lista de personas y entidades sujetas a medidas restrictivas. Iván Tertel, el director actual, fue añadido a esa lista el 6 de noviembre. Estos líderes también fueron incluidos a las listas de sanciones de Reino Unido, Suiza, y Canadá. El 21 de junio de 2021, Iván Tertel, el director de la agencia, y KGB propio fueron añadidos a la lista de OFAC de los Estados Unidos. En 2022, la KGB y Tertel fueron incluidos en las listas de sanciones de la Unión Europea, Estados Unidos, Suiza y Japón, mientras que Ucrania solo incluyó en la lista negra a Tertel. En enero de 2025, Canadá se sumó a las sanciones contra el KGB.